# Banda de abuso sexual infantil de Aylesbury
La banda de abuso sexual infantil de Aylesbury fue un grupo de seis hombres británicos de origen pakistaní que cometieron graves delitos sexuales contra dos menores de edad en la ciudad inglesa de Aylesbury, Buckinghamshire. En julio de 2015, fueron declarados culpables de los delitos de violación y prostitución infantil durante un período que abarca desde 2006 hasta 2012. La organización benéfica de protección infantil Barnardo's declaró que había trabajado con las dos niñas en 2008 y remitió a una de ellas al Consejo del condado de Buckinghamshire ya que se encontraba en peligro de explotación sexual infantil. El consejo no respondió adecuadamente y, siguiendo sus convicciones, se disculpó con las dos chicas por su fracaso en protegerlas. A raíz del suceso instituyó una seria revisión de casos para examinar esos fallos.

## Crímenes
La pandilla usó regalos como comida, alcohol, drogas y DVD para ganarse la confianza de las chicas antes de iniciar las relaciones sexuales. Las niñas, a las que se hace referencia en los tribunales como Chica A y Chica B, fueron posteriormente explotadas como prostitutas infantiles en Aylesbury. Una joven dio evidencia de que había tenido sexo con 60 hombres, casi todos de ascendencia asiática, cuando solo tenía 12 o 13 años, y que había sido "condicionada a pensar que era un comportamiento normal". Los encuentros sexuales tuvieron lugar en varios sitios de Aylesbury, incluidos los propios hogares de las niñas. Los hombres eran amigos que vivían en la zona, algunos estaban casados y tenían hijos, unos trabajaban en el mercado y otros eran taxistas. Durante el juicio requirieron los servicios de intérpretes de hindi, urdu, pastún y punjabi. Los encontrados culpables fueron:
| Nombre         | Edad | Cargos                                                                                 |
| -------------- | ---- | -------------------------------------------------------------------------------------- |
| Vikram Singh   | 45   | Violación y administración de sustancia con fines delictivos                           |
| Asif Hussain   | 33   | Violación                                                                              |
| Arshad Jani    | 33   | Violación y conspiración para violar                                                   |
| Mohammed Imran | 38   | Violación, conspiración para violar y prostitución de menores                          |
| Akbari Khan    | 36   | Violación, administración de sustancia con fines delictivos y conspiración para violar |
| Taimoor Khan   | 29   | Actividad sexual con un menor de edad                                                  |

## Reacción en Aylesbury y en otros lugares
David Johnston, director del consejo del condado de Buckinghamshire para servicios infantiles, emitió una disculpa a las dos chicas, diciendo: "Estamos tan consternados como todos los padres y la comunidad de Buckinghamshire por los actos despreciables de cruel abuso cometidos por los declarados culpables en el Old Bailey hoy." Les agradeció su valentía al dar testimonio y ayudar a asegurar las condenas contra algunos de sus abusadores. El director ejecutivo de Barnardo, Javed Khan, dijo que el caso probó que los perpetradores pagarían por el "horrible crimen" de abuso infantil y dijo que la "valentía de las víctimas que dan evidencia en este caso debe ser elogiada".

## Sentencia y comentarios del juez
Tras una condena en julio de 2015, los hombres fueron sentenciados en septiembre a penas de cárcel de entre tres y diecinueve años y medio. El juez John Bevan QC dijo que "por el precio de un McDonald's, un batido y una entrada de cine", la Chica A fue explotada sexualmente por "tenderos del mercado de Aylesbury, taxistas y conductores de autobuses". Dijo que no podía explicar por qué los acusados "centraban su atención en las niñas blancas menores de edad", pero creía que su "vulnerabilidad" desempeñaba un papel importante. Dijo que si los acusados hubieran atacado a "niñas asiáticas menores de edad, habrían pagado un alto precio en su comunidad". La chica A hizo una declaración hablando de los efectos de su explotación por hasta 60 hombres asiáticos, describiendo sus sentimientos de "inutilidad" y sus batallas contra la depresión y la adicción al alcohol. Añadió que sentía que le habían quitado sus "años de adolescencia". En su declaración, la Chica B dijo que las oraciones eran "académicas" porque "ninguna oración podría corregir lo sucedido".
El juez Bevan también comentó sobre el uso de intérpretes durante el juicio, señalando que sus servicios habían costado un "mínimo de £ 25.000, posiblemente el doble". Expresó su preocupación de que los acusados, uno de los cuales residía en Gran Bretaña desde 1999, requirieran una traducción del inglés al hindi, urdu, pastún y punjabi y cuestionó si un acusado que "ha vivido [en el Reino Unido] durante muchos años" debía requerir o tener derecho a un intérprete.[cita requerida]